# Náhuatl oaxaqueño
La lengua Náhuatl es la principal lengua indígena hablada en México.

## Antecedentes
El náhuatl oaxaqueño o náhuatl del Norte de Oaxaca se habla en la sierra mazateca de Oaxaca, se extiende desde Teotitlán hasta la región cercana a Tochtepec. Se trata de un dialecto del idioma náhuatl, una lengua del tronco Uto-azteca.  Es la variante más sureña en territorio mexicano y está emparentado con el náhuatl de la Sierra negra de Puebla y el náhuatl de Orizaba. Tiene alrededor de 13,000 hablantes los cuales residen principalmente en las comunidades de Teotitlán del Camino, Santa María Teopoxco, Nanahuatipam, San Martín Toxpalan, Apixtepec, El Manzano de Mazatlán, Cosolapan, Tenosapa. Estos representan cerca del 0.8 por ciento de los nahua hablantes del país.
Utilizan una ortografía moderna para escribirlo y no la que se emplea para escribir el náhuatl clásico o algunas otras variedades modernas. De esta variante existen pocos estudios, para su análisis sobresalen los textos publicados por el Instituto Lingüístico de Verano y disponibles en internet.

## Fragmento de texto
009 Ompa okonkuiaj intliol, inpanelaj, inmistaw, inpetrolio, insera iwan oksekin okachi.
009 Allí conseguían el maíz, la panela, la sal, el petróleo, las ceras, y otras cosas que necesitaban.
010 Yonmej tonaltin mach okipiayaj tlanextle iwan y san ika kandil ika otlachiayaj, iwan ijkuak oyaya ipan ojtle, omotlawilijtiayaj ika okotl.
010 En esos días no tenían luz eléctrica, y sólo usaban el candil para ver de noche, y cuando andaban por el camino, se iban alumbrando con ocote.
011 Mach oyeka karretera iwan mach okixmatiaj in kamion, ijkonik onejnemiaj nijkuak oyayaj Tiotitlan.
011 No había carretera, y la gente no conocía los camiones, así que iban caminando cuando iban a Teotitlán.
Ya wejkawitl oksé tlamantle oyeka, Texto narrado en 2000 por: Severiana Estrada Vásquez Recopilación y análisis: Arnulfo Prado B.